# Kiss István Zoltán (író)
Kiss István Zoltán (Szolnok, 1968. július 22. –) szerkesztő, zenei szerkesztő, műsorvezető. A Magyar könnyűzenei lexikon (1998) szerkesztője, alkotója, illetve a könyv nyomán készült Allmusic Hungary (allmusic.hu Archiválva 2009. augusztus 30-i dátummal a Wayback Machine-ben) portál tulajdonosa. A weboldal 2023-tól elérhetetlen.

## Életpályája
1992–1994 között a Magyar Rádió szolnoki stúdiójában kezdett mint műsorvezető, zenei szerkesztő, ezt követően az 1995-ben induló szolnoki Aktív Rádióhoz került, ahol 1999-ig dolgozott műsorvezetőként és zenei szerkesztőként. 1999. március 7-én részese volt az aznap induló 24 órás sugárzás elindításában. Időközben a szolnoki helyi városi televízióban vezetett és szerkesztett kívánságműsort Zenegép címmel 1995–1998 között.
1998-ban jelentette meg a Magyar könnyűzenei lexikon szakkönyvet, melynek kiadója a Zaj-Zone Kft. volt, az előszót Szever Pál rádiós írta. A kötet CD-ROM változatban is megjelent 1998-ban Poplexikon címen (Cyberstone kiadó), a digitális változatban B. Tóth László is közreműködött. 
1994. május 1-én indult el az interneten az allmusic.hu weboldal, amely a lexikon digitális továbbgondolása. 2001-ben az azóta megszűnt MusicMax zenei csatorna zenei szerkesztője volt, majd a Sláger Rádióban zenei műsort szerkesztett. 2003-tól egészségügyi probléma miatt otthagyta a média világát, azóta informatikai területen tevékenykedik.